# Pirttijärvi (sjö i Finland, Satakunta)
Pirttijärvi är en sjö i Finland. Den ligger i kommunen Ulvsby i landskapet Satakunta, i den sydvästra delen av landet, 200 km nordväst om huvudstaden Helsingfors. Pirttijärvi ligger 51 meter över havet. Arean är 7,9 hektar och strandlinjen är 1,66 kilometer lång. Sjön  ingår i Kumo älvs huvudavrinningsområde.   I omgivningarna runt Pirttijärvi växer i huvudsak blandskog.